# Василівська міська рада
Васи́лівська міська́ ра́да — адміністративно-територіальна одиниця та орган місцевого самоврядування в Василівському районі Запорізької області. Адміністративний центр — місто Василівка.

## Загальні відомості
Василівська міська рада утворена в 1957 році.
- Територія ради: 50,27 км²
- Населення ради: 14 134 особи (станом на 1 січня 2011 року)
- Водоймища на території, підпорядкованій даній раді: річка Карачокрак, Каховське водосховище

## Історія
с. Василівка-1784 року м. Василівка-1957 року.

## Населені пункти
Міській раді підпорядковані населені пункти:
- м. Василівка

## Склад ради
Рада складається з 26 депутатів та голови.
- Голова ради: Каліман Сергій Анатолійович
- Секретар ради: Матюх Андрій Борисович

### Керівний склад попередніх скликань
| Прізвище, ім'я, по батькові  | Основні відомості                                                       | Дата обрання | Дата звільнення |
| ---------------------------- | ----------------------------------------------------------------------- | ------------ | --------------- |
| Лобинцев Сергій Валентинович | Міський голова, 1960 року народження, освіта вища, член Партії регіонів | 26.03.2006   | 31.10.2010      |
| Лобинцев Сергій Валентинович | Міський голова, 1960 року народження, освіта вища, член Партії регіонів | 31.10.2010   | 25.10.2015      |
| Цибульняк Людмила Михайлівна | Міський голова, 1960 року народження, освіта вища, позапартійна         | 25.10.2015   | 25.10.2020      |
| Каліман Сергій Анатолійович  | Міський голова, 1973 року народження, освіта вища                       | 25.10.2020   |                 |

Примітка: таблиця складена за даними сайту Верховної Ради України

### Депутати
За результатами місцевих виборів 2010 року депутатами ради стали:

#### За суб'єктами висування
| Суб'єкт висування                                       | Кількість обраних депутатів | %    |
| ------------------------------------------------------- | --------------------------- | ---- |
| Партія регіонів                                         | 20                          | 66,7 |
| Політична партія Всеукраїнське об'єднання «Батьківщина» | 5                           | 16,7 |
| Комуністична партія України                             | 2                           | 6,7  |
| Партія захисників Вітчизни                              | 2                           | 6,7  |
| Політична партія «Фронт Змін»                           | 1                           | 3,3  |

#### За округами
| № округу                                                | Прізвище, ім'я, по батькові         | Дата визнання обраним | Освіта             | Партійна приналежність                        | Відомості про обраного депутата |
| ------------------------------------------------------- | ----------------------------------- | --------------------- | ------------------ | --------------------------------------------- | --- |
| Комуністична партія України                             |                                     |                       |                    |                                               | |
| б/м                                                     | Волкова Любов Гнатівна              | 04.11.2010            | вища               | член Комуністичної партії України             | пенсіонер |
| б/м                                                     | Мягкий Микола Володимирович         | 04.11.2010            | вища               | член Комуністичної партії України             | пенсіонер |
| Партія захисників Вітчизни                              |                                     |                       |                    |                                               | |
| б/м                                                     | Шевченко Анатолій Вікторович        | 04.11.2010            | вища               | член Партії захисників Вітчизни               | ЗАТ "Азарія"м. Запоріжжя, юрист |
| б/м                                                     | Козуліна Тетяна Вікторівна          | 04.11.2010            | середня спеціальна | позапартійна                                  | ДП «Запорізький облавтодор» Філвя «Василівська ДЕД», начальник відділу                                                                 |
| Партія регіонів                                         |                                     |                       |                    |                                               | |
| б/м                                                     | Шумейко Ольга Гуріївна              | 04.11.2010            | вища               | член Партії регіонів                          | Василівська центральна р-нна лікарня, завідувачка поліклініки                                                                          |
| б/м                                                     | Грачова Галина Федорівна            | 04.11.2010            | вища               | член Партії регіонів                          | ПП «Фарма-плюс», завідувачка |
| б/м                                                     | Работенко Сергій Миколайович        | 04.11.2010            | вища               | член Партії регіонів                          | пенсіонер |
| б/м                                                     | Чернігівський Леонтій Олександрович | 04.11.2010            | вища               | член Партії регіонів                          | ПП «Галант», директор |
| б/м                                                     | Бабенко Людмила Миколаївна          | 06.11.2010            | вища               | член Партії регіонів                          | магазин «Славутич», керівник |
| б/м                                                     | Інгман Олег Григорович              | 06.11.2010            | вища               | член Партії регіонів                          | приватний підприємець |
| б/м                                                     | Данилевський Володимир Анатолійович | 06.11.2010            | вища               | член Партії регіонів                          | ПП «Славянсь-кий пух», директор |
| б/м                                                     | Ханенко Любов Олексіївна            | 06.11.2010            | вища               | член Партії регіонів                          | Управління праці та соціального захисту населення Василівської РДА, перший заступник начальника управління, начальник відділу субсидій |
| 2                                                       | Гливанська Тетяна Михайлівна        | 04.11.2010            | середня спеціальна | член Партії регіонів                          | Управління праці та соціального захисту наседення Василівської РДА, начальник відділу                                                  |
| 4                                                       | Ілієнко Володимир Григорович        | 04.11.2010            | вища               | член Партії регіонів                          | пенсіонер |
| 5                                                       | Колесник Світлана Василівна         | 04.11.2010            | вища               | член Партії регіонів                          | Василівська ЦРБ, заступник головного лікаря                                                                                            |
| 6                                                       | Михайленко Любов Іллівна            | 04.11.2010            | вища               | член Партії регіонів                          | Підгірнянська загальноосвітня школа, заступник директора                                                                               |
| 7                                                       | Діденко Ілля Іванович               | 04.11.2010            | середня спеціальна | член Партії регіонів                          | Василівський міський ринку «Південний», директор                                                                                       |
| 8                                                       | Матюх Андрій Борисович              | 04.11.2010            | вища               | член Партії регіонів                          | Василівська міська рада, секретар |
| 10                                                      | Лук'яненко Микола Миколайович       | 04.11.2010            | вища               | член Партії регіонів                          | Василівська вечірня змінна школа, директор                                                                                             |
| 11                                                      | Колмик Юрій Олексійович             | 04.11.2010            | вища               | член Партії регіонів                          | Філія Василівського Райавтодору ДП «Запорізький автодор», начальник                                                                    |
| 12                                                      | Губа Олександр Павлович             | 04.11.2010            | вища               | член Партії регіонів                          | Василівська міська рада, провідний спеціаліст                                                                                          |
| 13                                                      | Панченко Павлина Петрівна           | 04.11.2010            | середня спеціальна | член Партії регіонів                          | пенсіонер |
| 14                                                      | Карташов Олександр Павлович         | 04.11.2010            | вища               | член Партії регіонів                          | Державне підприємство «Василівський лісгосп», директор                                                                                 |
| 15                                                      | Маслов Олександр Олександрович      | 04.11.2010            | вища               | член Партії регіонів                          | Василівська загальноосвітня школа, директор                                                                                            |
| Політична партія Всеукраїнське об'єднання «Батьківщина» |                                     |                       |                    |                                               | |
| б/м                                                     | Джуман Олександр Йосипович          | 04.11.2010            | середня            | член Всеукраїнського об'єднання «Батьківщина» | приватний підприємець |
| б/м                                                     | Щербак Віталій Вікторович           | 06.11.2010            | вища               | член Всеукраїнського об'єднання «Батьківщина» | приватний підприємець «Щербак», директор                                                                                               |
| 1                                                       | Марченко Лариса Василівка           | 04.11.2010            | середня            | позапартійна                                  | приватний підприємець |
| 3                                                       | Бекерська Людмила Сергіївна         | 04.11.2010            | вища               | член Всеукраїнського об'єднання «Батьківщина» | пенсіонер |
| 9                                                       | Лячко Павло Вікторович              | 04.11.2010            | вища               | позапартійний                                 | тимчасово не працює |
| Політична партія «Фронт Змін»                           |                                     |                       |                    |                                               | |
| б/м                                                     | Борівський Валерій Іванович         | 04.11.2010            | вища               | член Політичної партії «Фронт Змін»           | приватний підприємець |